# Сільхоз (Солнечний район)
Сільхо́з (рос. Сельхоз) — селище у складі Солнечного району Хабаровського краю, Росія. Входить до складу Харпичанського сільського поселення.

## Населення
Населення — 80 осіб (2010; 69 у 2002).
Національний склад (станом на 2002 рік):
- росіяни — 88 %